# One More Light (single)
"One More Light" is een nummer van de Amerikaanse band Linkin Park. Het nummer verscheen op hun gelijknamige album uit 2017. Op 3 oktober van dat jaar werd het nummer uitgebracht als de derde en laatste single van het album, ruim twee maanden na het overlijden van zanger Chester Bennington.

## Achtergrond
"One More Light" is geschreven door slaggitarist en vocalist Mike Shinoda in samenwerking met de Britse songwriter Eg White. In een interview vertelde Shinoda dat White met hem samenwerkte terwijl leadgitarist Brad Delson de begrafenis van een goede vriendin van de band bijwoonde. Toen White aan Shinoda vroeg waar hij over wilde schrijven, vertelde hij dat deze vriendin het enige was waar hij aan kon denken. De vriendin in kwestie, Amy Zaret, werkte 25 jaar bij Warner Bros. Records, de platenmaatschappij van de band, en overleed in oktober 2015 aan kanker. Shinoda zei hierover: "We hadden een vriendin die al lange tijd werkte voor de platenmaatschappij en die we al jaren kenden. [...] Op een gegeven moment vorig jaar hoorde ik opeens dat ze kanker had - en toen was ze opeens overleden. We wisten absoluut dat we moesten schrijven over wat er gebeurd was. Het is een droevig nummer, maar het resultaat is dat wanneer iets dramatisch en pijnlijks zoals dat gebeurt, het belangrijkste is om te verbinden met mensen waar je van houdt en ze eraan te herinneren dat je om ze geeft."
Nadat zanger Chester Bennington op 20 juli 2017 zelfmoord pleegde, koos de band "One More Light" uit als hun volgende single. Shinoda schreef hierover: ""One More Light" was geschreven met de intentie om liefde te geven aan zij die iemand verloren hebben. Wij bevinden ons nu aan de ontvangende kant. In herdenkingsevenementen, kunst, video's en foto's voelen fans over de hele wereld zich aangetrokken tot dit nummer als hun verklaring van liefde en support voor de band en de herinnering aan onze goede vriend Chester. We zijn zo dankbaar en we kunnen niet wachten tot we jullie weer zien." Op 25 oktober 2017 bracht dj Steve Aoki een remix van "One More Light" uit als single als eerbetoon aan Bennington, een maand na zijn eerste eerbetoon "Darker Than the Light That Never Bleeds".
In de videoclip van "One More Light", uitgebracht op 18 september 2017 en geregisseerd door Joe Hahn en Mark Fiore, is Bennington te zien te midden van fans, met beelden uit een aantal liveshows van Linkin Park, archiefbeelden van de band en eerdere videoclips, waaronder "Burn It Down", "Waiting for the End" en "Powerless". De clip was in 2018 genomineerd voor een MTV Video Music Award in de categorie "beste rockvideo", maar verloor van "Whatever It Takes" van Imagine Dragons.
Na het overlijden van Bennington bereikte "One More Light" wereldwijd de hitlijsten, maar haalde het nergens de top 20. Tsjechië was met een 24e plaats het land waar het nummer de hoogste notering behaalde. In Nederland en het Verenigd Koninkrijk kwam het niet in de hitlijsten terecht, in de Verenigde Staten behaalde het de vierde plaats in de "Bubbling Under Hot 100 Singles" en de zesde plaats in de rocklijsten.

## NPO Radio 2 Top 2000
| Nummer met noteringen in de NPO Radio 2 Top 2000 | '17  | '18 | '19 | '20 | '21 | '22 | '23 | '24 |
| ------------------------------------------------ | ---- | --- | --- | --- | --- | --- | --- | --- |
| One More Light                                   | 1247 | 653 | 705 | 719 | 723 | 688 | 684 | 542 |

1. ↑  Een vetgedrukt getal geeft de hoogste notering aan.
2. ↑  2017 was het eerste jaar met een notering voor dit nummer.

Emily Armstrong · Chester Bennington · Rob Bourdon · Colin Brittain · Brad Delson 
Dave Farrell · Joe Hahn · Scott Koziol · Mike Shinoda · Mark Wakefield